# L'assedio di Krishnapur
L'assedio di Krishnapur (titolo orig. The Siege of Krishnapur) è un romanzo di James Gordon Farrell del 1973: costituisce il secondo libro della cosiddetta Trilogia dell'Impero, preceduto da Tumulti del 1970 e seguito da La presa di Singapore del 1978.

## Tema
Ispirato da eventi come l'assedio di Cawnpore e di Lucknow, il libro descrive l'assedio di Krishnapur, una città Indiana immaginaria, durante i moti indiani del 1857 dal punto di vista dei residenti britannici. I personaggi principali si ritrovano soggetti alle crescenti restrizioni e privazioni dell'assedio, che inverte la struttura "normale" della vita in cui sono gli europei a governare gli asiatici. Il libro ritrae un'India sotto il controllo della Compagnia britannica delle Indie orientali, così come accadde nel 1857. L'assurdità del sistema di classe in una città sotto assedio diventa fonte di invenzione comica, anche se la narrazione è grave negli intenti e nel tono.

## Riconoscimenti
Il romanzo ha ottenuto recensioni positive da una varietà di fonti e ha vinto il Booker Prize nel 1973.
Nel 2008 il libro fu finalista, insieme a cinque altri ex vincitori del Booker Prize, del cosiddetto Best of the Booker, poi assegnato a I figli della mezzanotte di Salman Rushdie.

## Edizioni italiane
- James Gordon Farrell, L'assedio di Krishnapur, traduzione di Vincenzo Mingiardi, Collana Le tavole d'oro, Vicenza, Neri Pozza, 2001,  p. 400, ISBN 978-88-730-5789-5. - Collana Tascabili, Neri Pozza, 2003; Collana Biblioteca, Neri Pozza, 2011; BEAT, 2018, ISBN 978-88-655-9557-2.